# ČSD-Baureihe T 679.1
Die ČSD-Baureihe T 679.1 (ab 1988: Baureihe 781) sind dieselelektrische Lokomotiven der ehemaligen Tschechoslowakischen Staatsbahn (ČSD) für den schweren Güterzugdienst. Wegen ihrer Herkunft erhielten die Lokomotiven den Beinamen Sergej. Weitgehend baugleiche Lokomotiven liefen bei der Deutschen Reichsbahn als Baureihe V 200 / 120 mit dem Beinamen Taigatrommel.

## Geschichte
Die Lokomotiven wurden ab Mitte der 60er Jahre in der sowjetischen Lokomotivfabrik Woroschilowgrad für den Einsatz bei den Bahnverwaltungen des gesamten RGW entwickelt und produziert. Nachdem bereits die Ungarische Staatsbahn (MÁV) und die Polnischen Staatsbahnen (PKP) Lokomotiven dieses Typs beschafft hatten, entschied sich Mitte der 60er Jahre auch die ČSD für solche Lokomotiven.
1966 wurden die ersten 50 Lokomotiven an die ČSD geliefert. Bis 1979 beschaffte die ČSD insgesamt 599 Lokomotiven dieser Baureihe. Zwei weitere Lokomotiven wurden vom Stahlwerk Košice (Východoslovenské železiarne – VSŽ) als Werklokomotiven beschafft.
25 Lokomotiven der ersten Serie wurden breitspurig als T 679.5 für die grenzüberschreitende Strecke Bahnstrecke Uschhorod–Haniska (Sowjetunion, heute Ukraine) in Dienst gestellt. Nach der Elektrifizierung ihrer Stammstrecke in den Jahren 1973 bis 1978 wurden sie dort nicht mehr benötigt. Ein Teil dieser Lokomotiven wurde darum auf Regelspur umgespurt. Vorgesehen waren die neuen Nummern T 679.1375 bis 1399 (ab 1988: 781 375 bis 399). Acht Lokomotiven blieben jedoch für die Bedienung der Werksanschlüsse breitspurig und erhielten ab 1988 die neue Baureihenbezeichnung 781.8. Die breitspurigen Lokomotiven wurden 1991 ausgemustert und verschrottet. Allerdings wurden 1993/94 vier normalspurige Lokomotiven jüngeren Baujahres auf Breitspur umgebaut. Sie erhielten die Nummern 781 825 bis 828 (781 825 in Zweitbesetzung).
Bereits 1987 verringerte sich der Lokomotivbestand erstmals, als neun Lokomotiven an die Ungarische Staatsbahn MÁV verkauft wurden. Nach 1990 wurden die Lokomotiven durch den zurückgehenden Güterverkehr und die fortschreitende Elektrifizierung der wichtigsten Hauptstrecken zunehmend überflüssig. 1997 endete der Einsatz der Sergejs in der Slowakei. In Tschechien waren die Lokomotiven für den schweren Güterverkehr auf der sogenannten „Podkrušnohorska magistrála“ (Strecke Chomutov–Cheb) vorerst unverzichtbar. Letztes Einsatzgebiet der Lokomotiven in Tschechien waren die schweren Kohleganzzüge von Sokolov zum Kraftwerk Arzberg in Oberfranken. Diese Verkehre endeten am 30. November 2002 mit der Stilllegung des Kraftwerkes.

## Erhaltene Lokomotiven

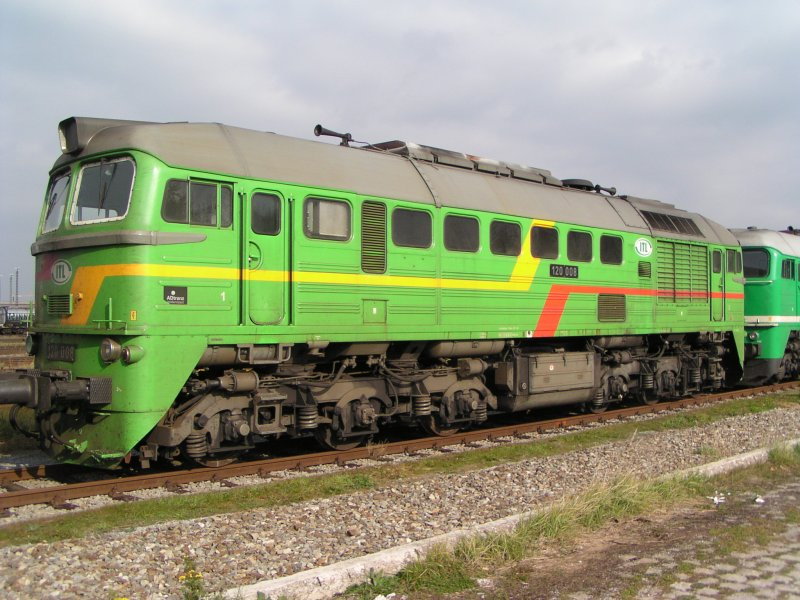
Eine ehemalige ČD-781 der ITL Eisenbahngesellschaft in Mühldorf/Obb (2003)

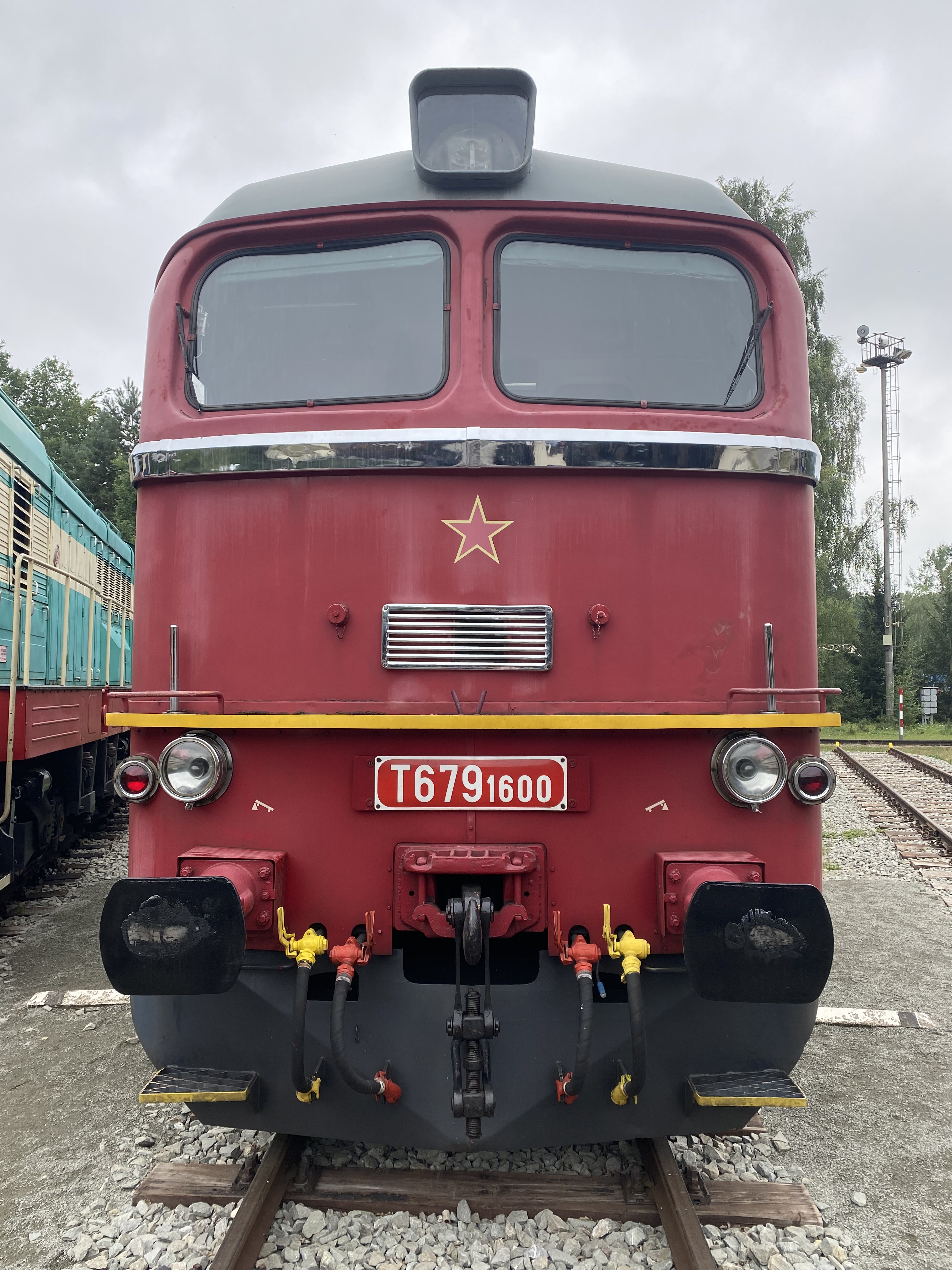
ČSD-Baureihe T679.1 Museum Lužná u Rakovníka, Tschechien

Die zuletzt in Dienst gestellte T 679.1600 bleibt als betriebsfähige Museumslokomotive der ČD im Eisenbahnmuseum Lužná u Rakovníka erhalten. In den Jahren 1999 und 2000 wurden insgesamt 24 Lokomotiven an die deutschen Privatbahnen Prignitzer Eisenbahn (PEG), PBSV und Westfälische Almetalbahn (WAB) verkauft.
Betriebsfähige Lokomotiven in Tschechien und der Slowakei:
- 781 168: Depot Vrútky
- 781 312: Verkehrsmuseum Bratislava
- 781 529: Depot Letohrad
- 781 578: Depot Cheb
- 781 600: Museumslokomotive der ČD, Depot Chomutov

Die drei in Tschechien erhaltenen Lokomotiven wurden im April 2019 in einer spektakulären Aktion für die Belastungsprobe der erneuerten Brücke der Bahnstrecke Pňovany–Bezdružice über die Talsperre Hracholusky genutzt.